# 哈里·查尔斯
哈里·查尔斯（英語：Harry Charles，1999年7月15日—），英国男子马术运动员，2022年世界马术锦标赛团体场地障碍赛铜牌得主、2024年夏季奥林匹克运动会团体场地障碍赛金牌得主。